# Роскомнадзор
Федеральна служба з нагляду у сфері зв'язку, інформаційних технологій і масових комунікацій (Роскомнагляд, рос. Роскомнадзор) — федеральний орган виконавчої влади Росії у веденні Мінкомзв'язку Росії. Виконує функції цензури відносно засобів масової інформації та інтернету, подібно колишньому Головліту СРСР.

## Історія
12 травня 2008 року Федеральна служба з нагляду у сфері масових комунікацій, зв'язку та охорони культурної спадщини («Россвязьохранкультура») указом президента Росії була розділена на два органи: Федеральну службу з нагляду у сфері зв'язку і масових комунікацій («Россвязькомнадзор»), що залишилася у віданні реорганізованого Мінкомзв'язку, і Федеральну службу з нагляду за дотриманням законодавства в галузі охорони культурної спадщини («Росохранкультура»), яка перейшла до Міністерства культури.
3 грудня 2008 року Федеральна служба з нагляду у сфері зв'язку і масових комунікацій була перетворена на Федеральну службу з нагляду у сфері зв'язку, інформаційних технологій і масових комунікацій.

## Керівництво
Першим керівником створеної в травні 2008 року Федеральної служби з нагляду у сфері зв'язку і масових комунікацій став Борис Боярсков, який до того моменту очолював Федеральну службу з нагляду за дотриманням законодавства в галузі охорони культурної спадщини. Після перетворення служби в грудні 2008 року її керівником був призначений Сергій Костянтинович Ситніков, що працював заступником Боярскова з липня 2007 року. Однак сам Боярсков був формально звільнений з займаної посади лише після затвердження положення про Роскомнагляд в березні 2009 року.
Незабаром після призначення Сергія Ситнікова т.в.о. губернатора Костромської області, розпорядженням Голови Уряду Російської Федерації від 3 травня 2012 № 702-р новим керівником Роскомнагляду призначений Олександр Олександрович Жаров, який до цього обіймав посаду заступника Міністра зв'язку масових комунікацій.

## Структура
- Управління дозвільної роботи у сфері зв'язку

- Управління контролю та нагляду у сфері зв'язку

- Управління з нагляду у сфері інформаційних технологій

- Управління захисту прав суб'єктів персональних даних

- Управління дозвільної роботи у сфері масових комунікацій

- Управління контролю та нагляду у сфері масових комунікацій

- Правове управління

- Фінансове управління

- Управління організаційної роботи

- Адміністративне управління

## Задачі служби
Роскомнагляд є федеральним органом виконавчої влади, що здійснює функції по контролю і нагляду у сфері засобів масової інформації, у тому числі електронних, і масових комунікацій, інформаційних технологій і зв'язку, функції з контролю і нагляду за відповідністю обробки персональних даних вимогам законодавства Російської Федерації в області персональних даних, а також функції з організації діяльності радіочастотної служби.
Федеральна служба з нагляду у сфері зв'язку, інформаційних технологій і масових комунікацій є уповноваженим федеральним органом виконавчої влади щодо захисту прав суб'єктів персональних даних.

## Діяльність
12 березня 2014 Роскомнадзор через свій прес-реліз повідомив про винесення попередження виданню «Lenta.ru» за публікацію інтерв'ю з одним із лідерів «Правого сектора» Андрієм Тарасенком. Відомство вказало на те, що в інтерв'ю з Тарасенко і матеріалі «Дмитро Ярош: Рано чи пізно, але ми приречені воювати з Московською імперією» («Дмитро Ярош: Рано или поздно, но мы обречены воевать с Московской империей»), на який є посилання в тексті, «містяться висловлювання, спрямовані на розпалювання національної ворожнечі». У відомстві сказали також про те, що «публікація націоналістичних закликів лідерів неформального екстремістського угрупування, одного з яких оголошено російськими правоохоронними органами в міжнародний розшук», порушує закон про інформацію, закон про ЗМІ і закон про протидію екстремізму.
При цьому жоден матеріал зі словами «Ярош» або «Правий сектор» не внесено до списку екстремістських матеріалів, що публікується міністерством юстиції РФ. В тексті попередження відомство вказало на те, що екстремістські висловлювання містяться вже тільки в матеріалі «Дмитро Ярош: Рано чи пізно, але ми приречені воювати з Московською імперією», посилання на яке онлайн-видання видалило на вимогу Роскомнагляду.
13 березня 2014 відомство внесло до реєстру забороненої інформації сайти опозиційних інтернет-видань «Грани.ру», «Каспаров.ру» і ЕЖ.ру, які на думку чиновників містять заклики до протиправної діяльності та участі в масових заходах, що проводяться з порушенням встановленого порядку. Після цього провайдери почали обмежувати доступ до сайтів на підставі закону 398-ФЗ, що дозволяє прокуратурі без рішення суду обмежувати доступ до сайтів, які закликають до масових заворушень, розпалювання міжнаціональної та міжконфесійної ворожнечі, до участі в незаконних публічних масових заходах, екстремістської і терористичної діяльності.
У той же день Роскомнагляд на вимогу генеральної прокуратури вніс до єдиного реєстру забороненої інформації блог російського політичного і громадського діяча Олексія Навального в ЖЖ і 
зажадав від операторів негайно обмежити до нього доступ. Чиновники вирішили, що «функціонування цієї інтернет-сторінки» порушує умови домашнього арешту, хоча після арешту Навального його акаунти веде його дружина Юлія Навальна, а також колеги по Фонду боротьби з корупцією. До цього часу окремі провайдери заблокували сайт радіостанції «Эхо Москвы», на якому був повністю передрукований пост з блогу політика.
13 лютого 2015 року 
Роскомнагляд дав Роз'яснення з приводу згадки в ЗМІ організацій, включених до «екстремістський» список Мін'юсту РФ. Повний перелік екстремістських організацій опублікований на сайті Мін'юсту Росії, однак в роз'ясненні окремим списком перераховані українські екстремістські організації, діяльність яких на території Російської Федерації заборонена рішенням Верховного Суду Російської Федерації від 17 листопада 2014:
- «Правий сектор»
- УНА — УНСО
- «Українська повстанська армія» (УПА)
- «Тризуб ім. Степана Бандери»
- «Братство»

## Критика і скандали
У середині листопада 2014 Роскомнагляд виніс попередження радіостанції Эхо Москви за передачу «Своими глазами», що вийшла в ефір 29 жовтня. В її ефірі герої говорили про бої за Донецький аеропорт між українськими військами і озброєними формуваннями ДНР. 17 
листопада глава відомства Олександр Жаров пояснив це позитивною оцінкою української націоналістичної організації «Правий сектор», яка за його словами «рішенням Генпрокуратури визнана екстремістською організацією». 
Інформаційно-аналітичний центр «Сова» 
зазначила відразу кілька юридичних та фактичних помилок з боку чиновника. Серед них: Правий сектор був визнаний екстремістським тільки 17 листопада через кілька тижнів після ефіру, слова Жарова не цілком узгоджуються з текстами попереджень редакції, а в самому ефірі не було ніякої позитивної характеристик з боку його гостей.

## Можливе блокування Twitter і Facebook
16 травня 2014 в інтерв'ю газеті «Известия»
заступник голови Роскомнадзора Максим Ксензов заявив про можливе блокування Twitter або Facebook в Росії, яку відомство може здійснити «протягом декількох хвилин» у разі, якщо «наслідки від „виключення“ соціальних мереж будуть менш істотними в порівнянні з тією шкодою, яку заподіює російському суспільству неконструктивна позиція керівництва міжнародних компаній». Також чиновник повідомив про те, що Twitter є американською компанією і використовує користувачів для «просування своїх корпоративних інтересів та інтересів тієї держави, в юрисдикції якого вони існують».

## Блокування Вікіпедії
Єдиний реєстр заборонених сайтів, що знаходиться у веденні Роскомнагляду відповідно до постанови Уряду Російської Федерації від 26 жовтня 2012 № 1101 «Про єдину автоматизовану інформаційну систему „Єдиний реєстр доменних імен, покажчиків сторінок сайтів в інформаційно-телекомунікаційній мережі“ Інтернет» і мережевих адрес, що дозволяють ідентифікувати сайти в інформаційно-телекомунікаційній мережі «Інтернет», що містять інформацію, поширення якої в Російській Федерації заборонено"" містить більше 20 статей Вікіпедії Деякі з них були внесені ще у 2012 році. Проте вперше серйозний конфлікт між Роскомнаглядом і Вікіпедією вибухнув у серпні 2015 року. Конфлікт спровокував прокурор села Чорний Яр Астраханської області, який звернув увагу на зміст статті «Чарас» в російській Вікіпедії, що на його погляд містив інформацію, заборонену до поширення в Російській Федерації. Позов прокурора було задоволено і на цій підставі рішення суду Роскомнагляд зажадав від спільноти російської вікіпедії вилучення статті. Після відмови спільноти 24 серпня 2015 Роскомнагляд зажадав від операторів зв'язку блокування вказаної сторінки, що фактично означало блокування усього ресурсу, оскільки Вікіпедія працює на протоколі https, що не дає змогу блокувати окремі сторінки. Вже 25 серпня Роскомнагляд повідомив про те, що «стаття про наркотичну речовину „Чарас“, що міститься зараз у „Вікіпедії“, згідно з експертним висновкам ФСКН Росії, не порушує вимог законодавства» і «зазначене в даному рішенні суду посилання виключене з Єдиного реєстру забороненої інформації».
.